# Novodolînka, Krasnohvardiiske
Novodolînka (în ucraineană Новодолинка) este un sat în comuna Novopokrivka din raionul Krasnohvardiiske, Republica Autonomă Crimeea, Ucraina.

## Demografie
Componența lingvistică a localității Novodolînka
     Rusă (72,22%)
     Ucraineană (11,11%)
     Tătară crimeeană (5,56%)
     Germană (5,56%)
Conform recensământului din 2001, majoritatea populației localității Novodolînka era vorbitoare de rusă (72,22%), existând în minoritate și vorbitori de ucraineană (11,11%), tătară crimeeană (5,56%) și germană (5,56%).